# Rikitea

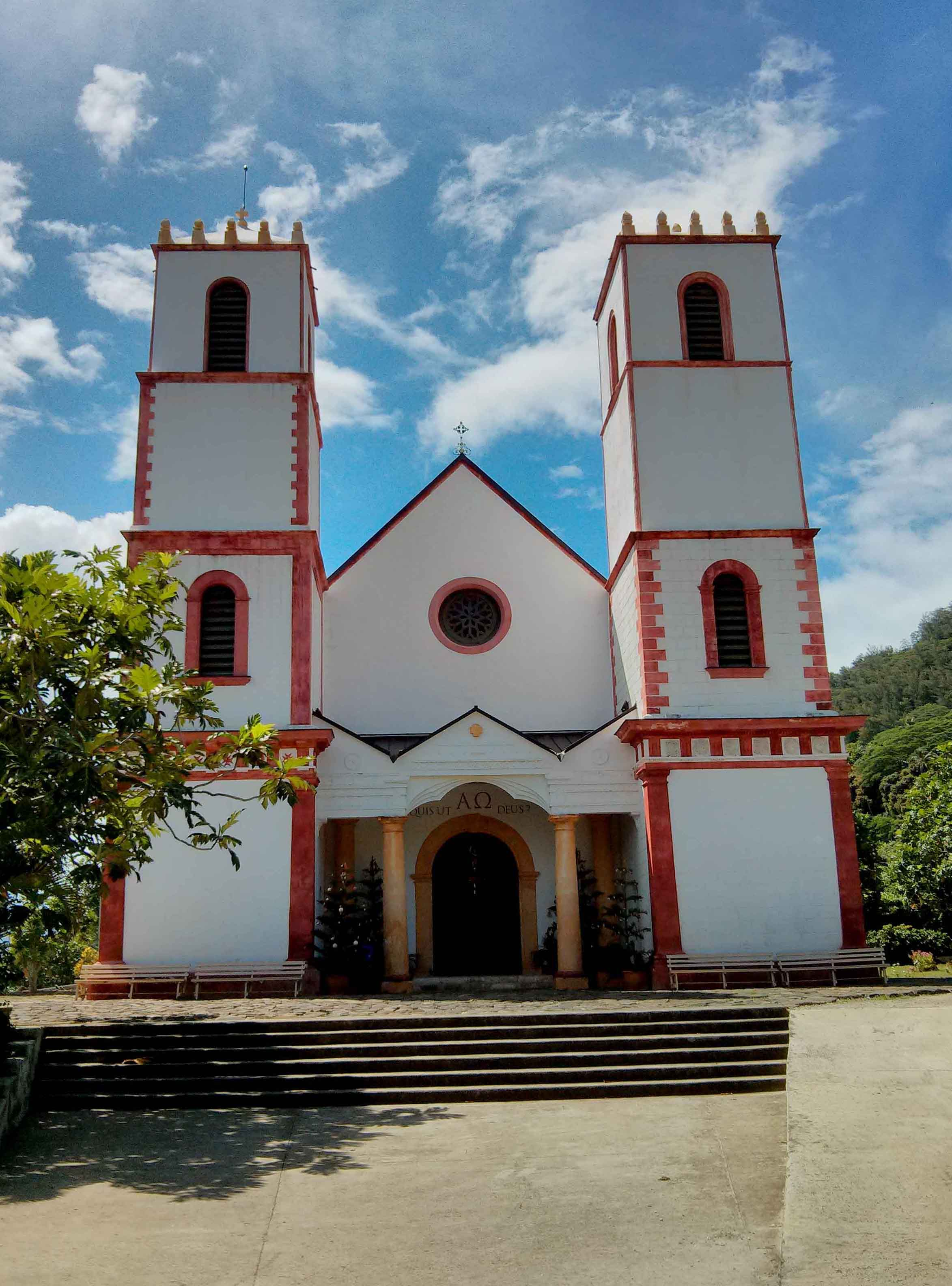
Kościół

Rikitea – centrum administracyjne i największa miejscowość Wysp Gambiera, wchodzących w skład Polinezji Francuskiej położona na Mangarevie. Do miejscowości można dostać się statkiem poprzez niewielki port oraz samolotem wykorzystując położony 8 km na wschód od miasta port lotniczy Totegegie.